# 刺青

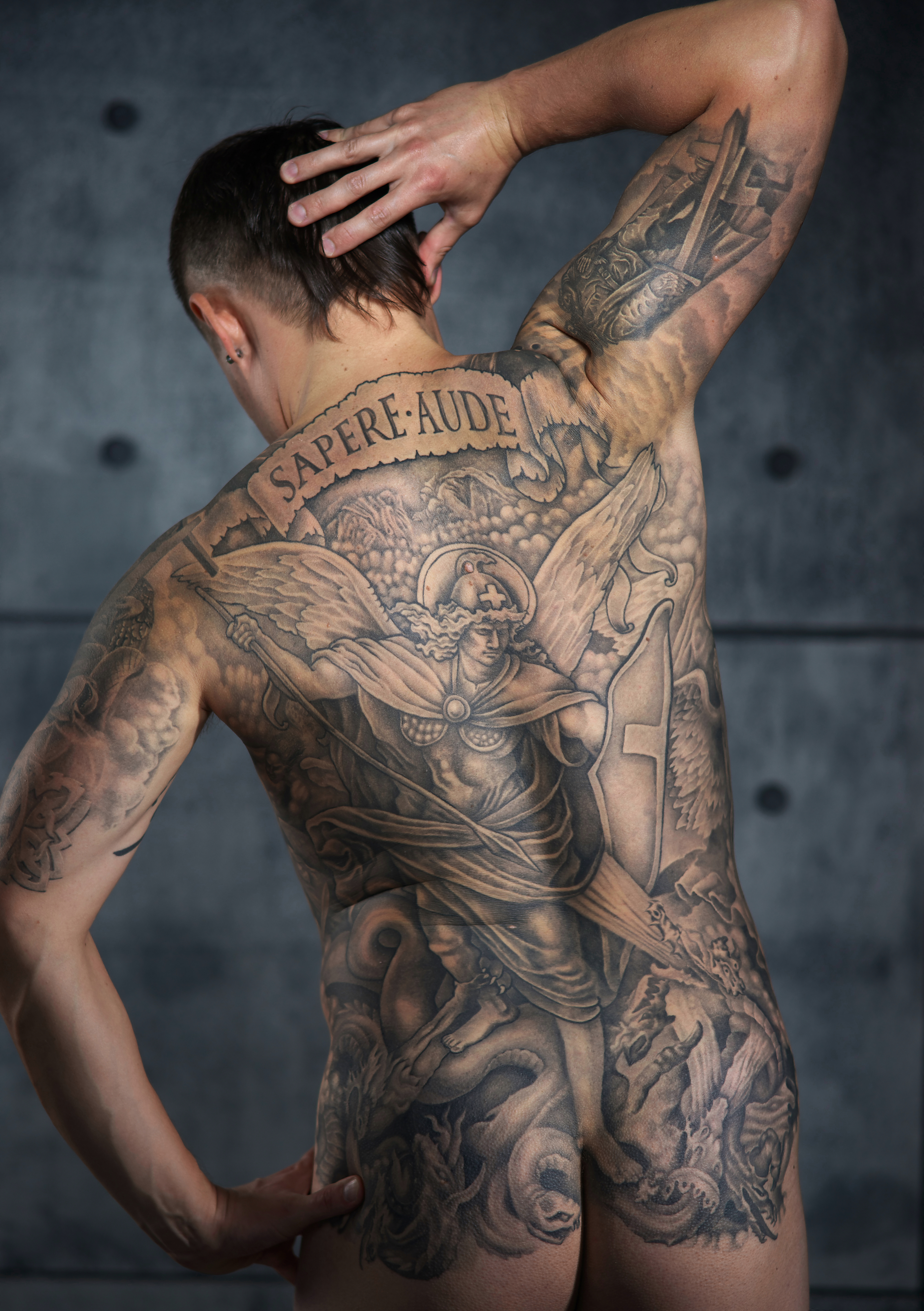
有全背紋身的男人：米迦勒及龍，靈感為圖解聖經啟示錄（Die Bibel in Bildern：Revelation）那章的圖，而上背則有啟蒙運動的口號「敢於求知」（Sapere aude）。

刺青，又稱文身或紋身，指用有墨的針刺入皮膚底層而在皮膚上書畫出圖案或詞彙。
在其他民族语言群体中，纹身也在日本的阿伊努族中流行；在印度支那的一些南亚语族族群中；北非塔马齐格特地区的柏柏尔人妇女中；尼日利亚的约鲁巴人、富拉尼人和豪萨人中；前哥伦布时代的美洲原住民中；复活节岛的拉帕努伊人中；英国铁器时代的皮克特人中；以及古巴尔干民族（如伊利里亚人和色雷斯人，以及阿普利亚地区的道尼人）中，这种传统在西巴尔干地区的阿尔巴尼亚人、波斯尼亚和黑塞哥维那的天主教徒（西坎耶）和某些弗拉赫人社区的妇女中保留至今。

## 歷史
中國古代開始就有關於刺青的記載：
- 《越絕書·外傳本事》記載：「越王勾践，東垂海濱，夷狄文身。」
- 《墨子·公孟》：「越王句踐，剪髮文身。」
- 《左传·哀公七年》則指出：「太伯……仲雍嗣之，斷髮文身，裸以為飾。」---剪頭髮和紋身，不穿衣服當成裝飾。
- 东汉杨孚《异物志》记载广西的文身族群：“雕题国，画其面及身，刻其肌而青之，或若锦衣，或若鱼鳞。”

先秦時代以來黥刑就是在犯人臉上刺字。在中國古代典籍，就曾出現文身、鏤身、紮青、點青、雕青等文字，其他还有用刺青來作警示的例子如岳飞之母刺字的故事。但慢慢刺青已演變成個人裝飾的一種，例如在《四大奇書》之一《水浒传》中，至少就有三個滿身刺青的重要角色：花和尚鲁智深、九紋龍史进與浪子燕青。明朝将军多刺青，最著名即1644年山海关名守将吴三桂，故清为除明势力，处斩名将后多取明将全身人皮且展示炫耀已逝人纹青皮，旧说还可做人皮灯笼赏玩，若人大面积刺青，刺青于后颈经背到脚跟皮肤，显示他不怕痛因为刺青颇痛，通常纹九天玄女或观音菩萨，或字如反左建国，小面积多蝴蝶或玫瑰或史努比狗像或单或双红心，日本1990年代拍成电影的漫画泪眼煞星，即全身纹隻大龙，最先进有趣的是票房穫利成功的电影杀手47，主角某杀手后脑勺光头，竟纹一电脑买买条码。
此外还有族群文身的。至今包括臺灣泰雅族和賽夏族之內，世界许多地方的原住民，都有在面部刺青的傳統，在許多文化中，刺青还是一種社會階級與地位的象徵。
古埃及更利用刺青來畫分社會地位，英国維多利亞女王時代的婦女流行在唇部紋上紅色，類似現代的紋唇、紋眉等永久性彩妝的美容方式。也有颇特殊刺青，即没喝酒平常体温看不见刺青，但若喝酒后体温升高，刺青即浮现可见。

## 社會現象
以往，在一些群體當中，刺青是一種勇氣的表現，刺青能得與同儕的認同，70與80年代初，在黑社會幫派中，有時擁有一塊刺青普遍來說，也是入會考驗之一，因此給人刺青是與黑道中人掛鉤的印象；在香港舊式幫派成員中通常都在左臂刺一條青龍，右臂刺一隻白老虎，因而有“左青龍，右白虎”這句話來代表黑社會份子。
隨著社會風氣的開放，與身體展現的文化興起，大家逐漸能接受身體的表現型式，愛好刺青者會組成聯誼社團，定期舉行展覽會，將刺青圖案視為藝術品，有名的刺青師傅也被視為藝術家，社會學或人類學者也會以流行的角度來研究這種帶有暴力色彩的流行文化。不少藝人會選擇刺青來強調自己的個人風格，例如王菲與謝霆鋒就曾經弄了一對“情侶裝”的紋身；贝克汉姆亦将爱妻维多利亚（Victoria）的名字以四个印度文字刺到左前臂上，不過据學者指出紋身師幫貝克漢姆刺錯字了。

## 地方性

### 日本浮世繪
在日本的愛好刺青者，有時是出自對刺青名師的崇拜，希望能在身上留下刺青師傅的作品，有些日本人喜好浮世繪等有民族代表性的刺青，甚至是各種明王、佛像。日本人的刺青習慣據說起源於越人。

### 泰國刺符
在泰國除普通刺青外，更有刺符一說，這是屬於泰國佛教的一種專門的刺青手法，他們以一些特定的圖案，由當地僧侶或大師等具有特定資格的專業人士用完全人手手工的方式刺在身上的，用的工具更是有別於現代刺青師常用的紋身機器，據說，根據不同的刺符有不同的作用，其中不缺乏是能夠改變運勢，可保平安，增加人緣或異性緣等等各種的，亦由於這樣，這種刺青形式不但被加上神秘的宗教色彩，在現代，不只是泰國，在馬來西亞或香港等許多地方，亦開始漸漸流行起來。

### 微刺青
從韓國流行起小巧精緻的刺青風格，微刺青即小圖刺青的意思，採用的針具通常較大面積刺青針具更細，在操作上相比大面積刺青，較不需要足夠體力，卻相對需要更穩定的刺青技術，及設計圖稿能力。

## 工具
以前的人要紋身，需要用針沾上墨，一針一針把圖案刺上去，所以称之为“刺青”。現在通常都會用紋身槍。

## 法律和社會禁止
中国大陆教育界的校規中，凡是未成年紋身，學校可以強制他們停學，直到紋身清除後才能恢復上課。但校規屬於最低層級的行政規定，實際執行情況有因地制宜可能性，2017年有浙江案例是中學家長證實了學生紋身有部份為非自願，與同儕壓力和紋身店老闆的惡性意圖有關，出具了控告紋身店老闆的訴訟中法律文書，並同意用不可輕易穿脫的布條全面遮蓋紋身，校方同意在紋身清除過程的較長時期內讓其回校上課。中国大陸也有对有紋身的人不能從軍、投考警察或是参加公務員考试的要求等，现因时代的发展，军警对有刺青的参考者有些许宽松：“有纹身者的裸露部位纹身不超过10平方厘米，或纹身部位要在穿着訓練服时不能露出來。2018年1月19日國家廣播電視總局召开宣传例会，宣传司司长高长力提出，广播电视邀请嘉宾应坚持“四个绝对不用”标准，并明确要求节目不用纹身艺人、嘻哈文化、亚文化（非主流文化）和丧文化（颓废文化）。2022年6月6日，国务院未成年人保护工作领导小组发布了《未成年人文身治理工作办法》，其中明确规定：“任何企业、组织和个人不得向未成年人提供文身服务，不得胁迫、引诱、教唆未成年人文身。”
在條例比較寬鬆的西方國家，也禁止軍警露出刺青部位，很多高級餐廳或酒店也可以以食物衛生和牌子形象為由禁止有紋身的人應徵和工作。
香港法律禁止為18歲以下人士紋身。
台灣不允許軍人、警察及消防員等露出刺青，在未遮蓋處露出刺青會違反相關服儀規定，且根據相關職業報名簡章，如有違反刺青規定者，不得報考。
日本人認為「刺青是黑社會成員的象徵」，早期為了避免黑道份子在溫泉聚眾鬧事，所以大部分日本溫泉店家就公告「有刺青的人禁止進入溫泉」。

## 安全性
在消毒不好的情况下，纹身会导致皮肤伤口细菌、真菌感染，甚至会感染艾滋病、肝炎(乙型肝炎、丙型肝炎)等传染病。
即使是消毒良好，也不免担心纹身颜料中的安全性问题，文身颜料可能含有汞、铅、镉、砷、钡、锑、钴(过敏)、镍(过敏)、二氧化钛(可致II型糖尿病)、硫酸钡、偶氮染料、致癌芳香胺染料、喹吖啶酮类染料(被激光洗掉时会发生光降解而产生4-氯苯胺等致癌物)。
过敏体质的人纹身後易出现蟹足肿，尤其是红色颜料（很可能使用硫化汞、镉红或有毒的偶氮颜料）。

## 延伸阅读
[在维基数据编辑]